# .cg
.cg ist die länderspezifische Top-Level-Domain (ccTLD) der Republik Kongo. Sie existiert seit dem 14. Januar 1997 und wird vom ortsansässigen ONPT Congo mit Sitz in Brazzaville sowie der schweizerischen Interpoint verwaltet.

## Eigenschaften
Domains können ausschließlich auf zweiter Ebene angemeldet werden, ein Wohnsitz oder eine Niederlassung im Land ist weder für den Inhaber noch den administrativen Ansprechpartner erforderlich. Das Network Information Center bietet jedem kongolesischen Bürger eine kostenlose .cg-Domain, während für Ausländer wie üblich Gebühren erhoben werden.